# غاري بيتي
غاري بيتي (بالإنجليزية: Garry Betty)‏، ولد في آذار 1957 وتوفي في كانون الثاني 2007. كان الرئيس التنفيذي لشركة إيرث لنك في الفترة من عام 1996 وحتى وفاته. خلال قيادته للشركة، نمت قاعدة العملاء الشركة من 100,000 إلى أكثر من 5 ملايين مشترك.

## النشأة
ولد بيتي في هنتسفيل (ألاباما) ونشأ في كولومبوس (جورجيا), وكان قد التحق بمعهد جورجيا التقني في أتلانتا (جورجيا) حيث حصل على درجة البكالوريوس في الهندسة الكيميائية في العام 1979.

## حياته المهنية
بعد أن كان يعمل في شركة آي بي إم فلقد حصل على جائزة رئيس شركة آي بي إم في عام 1982 لعمله على جهاز كومبيوتر أي بي ام الاصلي.
أصبح بيتي فيما بعد الرئيس التنفيذي لشركة الاتصالات الرقمية وقد كان لبعض الوقت اصغر رئيس تنفيذي للشركات المسجلة في بورصة نيويورك.
خرجت بعد ذلك شركة إيرث لنك بيان صحفي في يوم 21 تشرين الثاني من عام 2006 كما ذكرته وكالات الأنباء الكبرى مثل وول ستريت جورنال انه تم تشخيص اصابة بيتي بشكل خاص من اشكال السرطان والذي يتطلب منه أخذ اجازه غير محددة وفي هذه اختار مجلس إدارة في الشركة السيد مايك لونسفورد كمدير تنفيذي مؤقت للشركة.
وفي 3 كانون الثاني من عام 2007 اعلنت شركة ايرث لنك وفاة بيتي عن عمر ناهز 49 عاما نتيجة مضاعفات مرض السرطان.
قبل وفاته أسس مؤسسة غاري بيتي، وهي مؤسسة غير ربحية مكرسه لتمويل البحوث حول الطفرات الجينية والتي قد تؤدي إلى الاصابه بمرض السرطان.

## وصلات خارجية
- Official biography
- The Garry Betty Foundation